# Pe–2
A Pe–2 (oroszul: Пе-2) kétmotoros szovjet zuhanóbombázó repülőgép volt a második világháború időszakában, amelynek a változatai egyaránt helyt álltak zuhanóbombázó, felderítő és nehézvadász, illetve a Pe–3 verzió éjszakai vadász feladatkörökben is.
A Pe–2 volt a szovjet légierő legnagyobb példányszámban gyártott bombázója a második világháború alatt. Volt időszak, amikor a bombázók 75%-át ez a típus adta. A háború után több országban hadrendben tartották, a NATO-kódneve Buck volt.